# Hardwick, Suffolk
Hardwick var en civil parish från 1858 till 1988 i grevskapet Suffolk, i England. Denna civil parish var belägen 1 km från Bury St Edmunds och hade 4 invånare år 1971.